# Борисов, Михаил Семёнович
Михаил Семёнович Бори́сов (8 (21) января 1904 — 9 февраля 1944) — советский офицер, участник Великой Отечественной войны, командир 212-го гвардейского стрелкового полка 75-й гвардейской стрелковой дивизии 30-го стрелкового корпуса 60-й армии Центрального фронта, гвардии полковник, Герой Советского Союза (1943).

## Биография
Родился 8 (21) января 1904 года в деревне Барское-Рыкино Вязниковского уезда в семье крестьянина. Окончив 4 класса, двенадцатилетним мальчиком пошёл на льнопрядильное предприятие фабриканта Василия Фёдоровича Демидова в селе Ярцево Вязниковского уезда, работал валечником и помощником сновальщика.
В Красной Армии с октября 1923 года. В 1926 году окончил Саратовскую пехотную школу. Служил в пограничных войсках командиром взвода, помощником начальника и начальником погранзаставы, командиром дивизиона, начальником полковой школы. В 1936 году окончил вечерний факультет Военной академии имени М. В. Фрунзе.
Осенью 1941 года Борисов был назначен заместителем командира 90-го стрелкового полка, а в феврале 1942 года — командиром. Полк в составе 95-й стрелковой дивизии (2-го формирования) участвовал в обороне Сталинграда.
В конце января 1943 года командир 95-й стрелковой дивизии полковник Горишний В. А. в представлении на награждение подполковника Борисова М. С. орденом Красного Знамени написал:

Командуя полком с 18.9.42 г. по настоящее время показал личное мужество и храбрость, обеспечив выполнение стоящих перед полком боевых задач. 18.9.42 г. полк с хода без поддержки артиллерии овладел северными и северо-восточными скатами высоты 102.0 (Мамаев Курган) и прочно удержал захваченное, отражая при этом многочисленные ожесточенные контратаки противника. 28.9.42 г. непосредственно в боевых порядках руководил отражением двух яростных атак противника.
В районе завода «Баррикады» овладел бензобаками и прочно удерживал их. В период наступательных боев в районе завода «Баррикады» с 17 по 24 января 1943 г. полк овладел девятью улицами, преодолевая упорное сопротивление противника. Рискуя смертельной опасностью систематически посещал боевые порядки батальонов и рот, практически оказывал помощь командирам в успешном выполнении боевых задач

За оборону Сталинграда 95-й стрелковой дивизии было присвоено наименование 75-й гвардейской, 90-й стрелковый полк стал 212-м гвардейским стрелковым полком.
Участвуя в битве на Курской дуге, 

212 гв. стрелковый полк 6 июля 1943 г. вошел в соприкосновение с противником в районе рощи «Палец» и, отражая контратаки немцев, продвигался вперед, выполняя приказ по отражению прорвавшегося противника. К исходу дня 6 июля полк был атакован во фланг двумя батальонами пехоты и 50 танками, атака после жестокой схватки отбита и продвижение противника остановлено. С 7 июля, отражая танковые атаки в районе с. Кутырка, полк твердо удержал рубежи, нанес противнику большой урон в живой силе и технике. В результате ожесточенных боев уничтожено 34 танка и отбито 4 крупных атак противника. 
Приказом войскам 13-й армии Центрального фронта № 136/н от 24.08.1943 г. подполковник М. С. Борисов был награждён орденом Красной Звезды.
Гв. полковник М. С. Борисов особенно отличился при форсировании реки Днепр севернее Киева, в боях при захвате и удержании плацдарма в районе сёл Глебовка и Ясногородка (Вышгородский район Киевской области) на правом берегу Днепра осенью 1943 года.
Командир 75-й гвардейской стрелковой дивизии генерал-майор В. А. Горишний в наградном листе написал:

Полковник Борисов в наступательных боях при форсировании рек Десна и Днепр, проявил героизм, решительность, стойкость и отвагу, в результате чего личный состав полка, к 20.00 21.9.43 г. достиг р. Десна и, используя переправочные средства, под беспрерывным воздействием авиации противника к 14.00 22.9.43 г. переправился на западный берег р. Десна, используя прикрытие переправы подразделениями 231 гв. стрелкового полка, форсировавшему к этому времени р. Десна, и к 23.00 того же числа сосредоточился в районе с. Тарасовичи.
Используя подручные переправочные средства к 6.00 23.9.43 г. 6-я рота форсировала Днепр южнее Глебовка и окопалась. В 7.15 того же числа рота захватила буксирный пароход «Николай 300» с баржей грузоподъемностью 50 тонн с инженерным имуществом. Экипаж парохода, оказавший сопротивление, был уничтожен. Пароход и баржа были немедленно использованы для переброски подразделений полка.
Форсировав старое русло р. Днепр по грудь в воде 2-й батальон, несмотря на контратаки противника (отбито 6 контратак), отбил последние и закрепился на рубеже восточнее Глебовка. Бой носил исключительно ожесточенный характер — отдельные группы автоматчиков противника прорывались до командных пунктов батальона, где полностью уничтожались. Уничтожено до роты автоматчиков и 3 офицера противника.
Форсировав реку Днепр к 14.00 полк повел в наступление на Ясногородку. В течение ночи полк отразил 8 контратак противника силой до батальона каждая и в 11.00 24.9.43 г. отразил еще 6 контратак, поддержанных артиллерией, минометами и танками.
Форсированием реки Днепр и закреплением на его западном берегу полковник Борисов обеспечил переправу остальных частей дивизии, чем выполнил поставленную задачу

Указом Президиума Верховного Совета СССР от 17 октября 1943 года за успешное форсировании реки Днепр севернее Киева, прочное закрепление плацдарма на западном берегу реки Днепр и проявленные при этом мужество и геройство гвардии полковнику Борисову Михаилу Семёновичу присвоено звание Героя Советского Союза с вручением ордена Ленина и медали «Золотая Звезда».
Погиб 9 февраля 1944 года в бою за освобождение города Калинковичи. Похоронен в братской могиле в Калинковичах.

## Награды и звания
- Медаль «Золотая Звезда» № 1548 Героя Советского Союза (17 октября 1943)
- Орден Ленина
- Орден Красного Знамени
- Орден Красной Звезды
- Орден «Знак Почёта»
- Медаль «За оборону Сталинграда»

## Память

Памятный барельеф с именами вязниковцев-героев. Установлен на Аллее Славы в городе Вязники

- В 1952 году именем Михаила Семёновича Борисова был назван один из переулков в Калинковичах.
- 29 октября 1964 г. в центре города Вязники открыт обелиск в память Героев Советского Союза, уроженцев района. В числе других на нем высечено и имя гвардии полковника Борисова.
- Имя Михаила Борисова увековечено на барельефе в форме звезды, установленном в городе Вязники на Аллее Славы возле Вечного Огня, вместе с именем другого вязниковца, Героя Советского Союза — Николая Ивановича Прошенкова.
- Школа в селе Станки Вязниковского района Владимирской области носит имя Героя. На здании школы установлена мемориальная доска с именем М. С. Борисова.